# America: A Tribute to Heroes
America: A Tribute to Heroes – charytatywny koncert, zorganizowany przez aktora George’a Clooneya, transmitowany przez największe amerykańskie stacje telewizyjne. Był odpowiedzią na tragiczne zamachy na World Trade Center i Pentagon z 11 września 2001 roku. Miał charakter telethonu; składał się z występów oraz przemówień najsłynniejszych postaci muzyki, filmu i sztuki, które miały na celu zebranie funduszy dla poszkodowanych w wyniku tych ataków oraz ich rodzin. Przedsięwzięcie zostało transmitowane 21 września 2001 roku bez żadnych przerw oraz reklam. 4 grudnia 2001 roku koncert został wydany na CD i DVD.
Na ciemnej, przyozdobionej setkami świeczek scenie 21 artystów wykonało pełne nadziei piosenki. W tym czasie rozmaici aktorzy oraz inne sławne osoby wygłaszały krótkie przemówienia. Dzięki koncertowi udało się zebrać ok. 30 milionów dolarów, które zostały przekazane organizacji United Way of America.
Magazyn Rolling Stone umieścił w 2004 roku koncerty America: A Tribute to Heroes oraz późniejszy The Concert for New York City w zestawieniu 50 wydarzeń, które zmieniły rock and rolla.

## Muzycy
- Bruce Springsteen: „My City of Ruins”, piosenka wykonana podczas zaledwie kilku występów artysty w New Jersey. Napisana przed atakami z 11 września, opowiadała w oryginale o Asbury Park. Dopiero po nieznacznej zmianie kilku wersów, określeniu jej jako „a prayer for our fallen brothers and sisters” („modlitwa za naszych poległych braci i siostry”), a także wykonaniu podczas koncertu, utwór nabrał nowego wyrazu.
- Stevie Wonder z Take 6: „Love’s in Need of Love Today”, piosenka z jego wydanego w 1976 roku albumu, Songs in the Key of Life.
- U2, David Stewart, Natalie Imbruglia i Morleigh Steinberg: „Peace on Earth” (intro)/"Walk On”, piosenki z wydanego w 2000 roku albumu U2, All That You Can’t Leave Behind.
- Faith Hill z chórem gospelowym: „There Will Come a Day”, piosenka z jej wydanego w 1988 roku albumu, Breathe.
- Tom Petty and the Heartbreakers: „I Won’t Back Down”, piosenka z jego wydanego w 1989 roku albumu, Full Moon Fever.
- Enrique Iglesias: „Hero”.
- Neil Young: cover piosenki Johna Lennona „Imagine”, wcześniej niewykonywany przez Younga.
- Alicia Keys: cover piosenki Donny’ego Hathawaya „Someday We'll All Be Free”, wcześniej niewykonywany przez Keys.
- Fred Durst, wokalista Limp Bizkit, Wes Borland i John Rzeznik z Goo Goo Dolls: cover piosenki Pink Floyd „Wish You Were Here”, wcześniej niewykonywany przez nikogo z nich. Utwór wzbogacony o kilka dodatkowych wersów, napisanych w wyniku ataków.
- Billy Joel: „New York State of Mind”, piosenka z jego wydanego w 1976 roku albumu, Turnstiles.
- Dixie Chicks: „I Believe In Love”.
- Dave Matthews: solowe wykonanie piosenki Dave Matthews Band „Everyday”, pochodzącej z wydanego w 2001 roku albumu grupy, Everyday.
- Wyclef Jean: cover piosenki Boba Marleya i The Wailers „Redemption Song”, wcześniej niewykonywany przez Jeana.
- Mariah Carey: „Hero”, piosenka z jej wydanego w 1993 roku albumu, Music Box.
- Bon Jovi: akustyczne wykonanie piosenki „Livin’ on a Prayer”, pochodzącej z wydanego w 1986 roku albumu grupy, Slippery When Wet.
- Sheryl Crow: „Safe and Sound”.
- Sting: „Fragile”, Piosenka pochodząca z jego wydanego w 1987 roku albumu, ...…Nothing Like the Sun.
- Eddie Vedder z Pearl Jam, Mike McCready i Neil Young: „Long Road”, piosnkea pochodząca z wydanego w 1995 roku EP Pearl Jam, Merkin Ball.
- Paul Simon: „Bridge Over Troubled Water”, piosenka pochodząca z wydanego w 1970 roku albumu Simon & Garfunkel, Bridge Over Troubled Water.
- Céline Dion: „God Bless America”.
- Willie Nelson: „America the Beautiful”.

## Mówcy
- Tom Hanks
- George Clooney
- Will Smith
- Muhammad Ali
- Kelsey Grammer
- Jim Carrey
- Cameron Diaz
- Robin Williams
- Dennis Franz
- Jimmy Smits
- Calista Flockhart
- Amy Brenneman
- Conan O’Brien
- Sarah Jessica Parker
- Tom Cruise
- Ray Romano
- Lucy Liu
- Sela Ward
- Jane Kaczmarek
- Julia Roberts
- Chris Rock
- Robert De Niro
- Clint Eastwood

## Transmisja
W Stanach Zjednoczonych koncert był transmitowany przez ponad 35 stacji telewizyjnych i sieci kablowych, wśród których były m.in. AA&E, ABC, BET, CBS, CMT, Comedy Central, Court TV, Discovery Channel, E!, Fox, Fox Family, Fox Sports Net, FX, Galavisión, Hallmark Channel, HBO, Lifetime, MTV, NBC, Oxygen, PAX, PBS, Sci-Fi, Showtime, Sundance Channel, Telemundo, TLC, TNN, TNT, The WB, Turner South, Univision, UPN, USA Network i VH1. America: A Tribute to Heroes był transmitowany również przez ponad osiem tysięcy stacji radiowych, przez America Online oraz wiele stron internetowych z całego świata.
Poza Stanami Zjednoczonymi koncert wyemitowało 210 krajów, a także American Forces Network, która transmitowała wydarzenie amerykańskim siłom zbrojnym przebywającym w 175 państwach.